# Pont Kaidatsky
 (mai 2021).
Si vous disposez d'ouvrages ou d'articles de référence ou si vous connaissez des sites web de qualité traitant du thème abordé ici, merci de compléter l'article en donnant les références utiles à sa vérifiabilité et en les liant à la section « Notes et références ».
Le pont Kaidatsky est un pont ouvert au trafic automobile situé à Dnipro en Ukraine qui franchit le fleuve Dniepr. Sa longueur est de 1732 mètres et il compte six voies de circulation.

## Histoire
La construction du pont Kaidatsky a été décidée dans le cadre du plan de développement général du centre régional, dans le but d'améliorer l'accès entre la rive gauche et la droite en 1975 du Dniepr. La construction du pont a été achevée en 1982 dans le cadre du projet de l'institut LendIPROTrans-bridge.  Inauguré le 10 novembre 1982, il est alors devenu le quatrième pont sur le Dniepr.
Le pont doit son nom à une ancienne colonie de cosaques zaporogues, Novi Kodaky (ou Kaidaky).
En 1996, une ligne de tramway reliant la ville de Novy Kodaki et des immeubles résidentiels de Dyivka (Red Stone, Pokrovsky et Parus) avec l'autoroute Donetsk sur la rive gauche fut construite sur le pont. Il fait partie de la route de contournement inachevée[pas clair].
Le pont se trouve en partie sur l'île Naberezhnaya et des escaliers permettent aux piétons de descendre au milieu du pont.